# 布鲁诺·克赖斯基

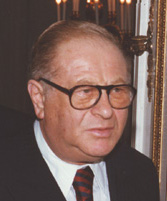
布鲁诺·克赖斯基

布鲁诺·克赖斯基（德语：Bruno Kreisky 1911年1月22日—1990年7月29日）是一位奥地利政治家，他在1959年至1966年间担任了奥地利外交部部长，自1970年至1983年间担任了奥地利总理。作为总理离任时，克赖斯基72岁，是奥地利二战后担任时间最长的总理。

## 荣誉

### 外国勋章奖章
- 一等白狮勋章（捷克，2000年追授[1]）

## 外部連結
- The Bruno Kreisky Foundation
- Kreisky's dicta （德文）
- The Kreisky Years （页面存档备份，存于）
- 100 Years Bruno Kreisky （页面存档备份，存于） For the 100´th Birthday of Bruno Kreisky — Overview about his political work